# Oreochloa confusa
Oreochloa confusa là một loài thực vật có hoa trong họ Hòa thảo. Loài này được (Coincy) Rouy mô tả khoa học đầu tiên năm 1913.